# Georgios Amerikanos
Georgios Amerikanos (en griego Γιώργος Αμερικάνος, Níkea, 21 de diciembre de 1942 - Atenas, 7 de octubre de 2013) fue un jugador y entrenador de baloncesto griego que fue internacional con la selección griega entre 1960 y 1969. Con 1,88 metros de estatura, jugaba en la posición de base.

## Trayectoria deportiva

### Jugador
Considerado como uno de los primeros jugadores referentes del baloncesto griego, comenzó su carrera en el YMCA Nikaia de su ciudad natal, de donde pasó al AEK Atenas B.C., donde desarrolló la mayor parte de su carrera. Con el equipo de la capital ganó en seis ocasiones la liga griega, y fue en dos ocasiones el máximo anotador de la competición. En 1966 llevó a su equipo a la disputa de la final four de la Copa de Europa, la primera vez que se disputaba bajo ese formato, y dos años más tarde anotó 29 puntos en la final de la Recopa de Europa ante el Slavia de Praga, en un partido al aire libre disputado en el Kallimarmaro Stadium ante cerca de 80.000 espectadores, partido considerado durante décadas el de mayor afluencia de la historia en el mundo.

### Selección nacional
Jugó 65 partidos con la selección de Grecia, en los que promedió 15,8 puntos por partido. Participó en el Europeo de 1961 y en el de 1965, liderando en anotación a su equipo en ambor torneos, con 15,5 y 17,4 puntos por partido respectivamente.

### Entrenador
Tras finalizar su etapa como jugador, entrenó al Egaleo A.O., al AE Apollon Patras y al AEK Atenas B.C., con el que disputó la final de la Copa de Grecia en 1978.